# Garudakempanahalli, Bangarapet
Garudakempanahalli là một làng thuộc tehsil Bangarapet, huyện Kolar, bang Karnataka, Ấn Độ.